# Premières rencontres
Albums de Sophie-Tith
TBA
(2014)
Singles
1. Sorry Seems to Be the Hardest Word
Sortie : 20 mai 2013
2. T'es beau
Sortie : juillet 2013
3. Lalalove you
Sortie : 26 août 2013

Premières rencontres est le premier album de Sophie-Tith sorti le 1er juillet 2013.

## Genèse
Avec les participations de Sinclair, Vincent Taurelle, Ludovic Bruni, Vincent Taeger, Medi et Sirius Plan, l'album Premières rencontres est un album de reprises. Enregistré sous le label Polydor, il est le premier album de la chanteuse Sophie-Tith. Le 13 mai 2013, la maison de disques révèle les deux premiers singles de l'album : T'es beau de Pauline Croze et Sorry Seems to Be the Hardest Word d'Elton John.
Le 3e single de l'album sort le 26 août 2013. Lalalove you est une reprise des BB Brunes et est présent sur la réédition de Premières rencontres, qui parait le 4 novembre 2013,,.

## Liste des titres
L'album contient les titres suivants :
| 1.    | Première rencontre                 | Michel Berger                                                 | Françoise Hardy       | 2:28 |
| 2.    | T'es beau                          | Édith Fambuena, Pauline Croze                                 | Pauline Croze         | 3:20 |
| 3.    | Sorry Seems to Be the Hardest Word | Elton John, Bernie Taupin                                     | Elton John            | 3:27 |
| 4.    | Bruxelles                          | Dick Annegarn                                                 | Dick Annegarn         | 2:14 |
| 5.    | Désert                             | Émilie Simon, David Masse                                     | Émilie Simon          | 3:17 |
| 6.    | La nuit je mens                    | Alain Bashung, Jean Fauque, Jean-Louis Piérot, Édith Fambuena | Alain Bashung         | 4:10 |
| 7.    | J'veux m'en aller                  | Damien Saez                                                   | Damien Saez           | 2:48 |
| 8.    | The A Team                         | Edward Sheeran                                                | Ed Sheeran            | 3:45 |
| 9.    | Je saigne encore                   | Benoît Poher, Florian Dubos, Nicolas Chassagne, Fabien Dubos  | Kyo                   | 3:36 |
| 10.   | Succès de larmes                   | Hubert Mounier                                                | L'Affaire Louis' Trio | 3:09 |
| 11.   | Le Chat du café des artistes       | Michel Robidoux, Jean-Pierre Ferland                          | Jean-Pierre Ferland   | 5:01 |
| 37:15 |                                    |                                                               |                       |      |

| 12. | Lalalove you     | Adrien Gallo, BB Brunes                    | BB Brunes |  |
| 13. | Caravane         | Raphael Haroche                            | Raphael   |  |
| 14. | Je suis un homme | Zazie, Jean-Pierre Pilot, Philippe Paradis | Zazie     |  |

## Crédits
- Sophie-Tith : interprète, chœur
- Vincent Taurelle : piano, synthétiseur
- Ludovic Bruni : basse, guitare
- Vincent Taeger : batterie, percussion
- Jean-Marc Phillips : violon
- Catherine Montier : violon
- Christophe Gaugué : alto
- Vincent Ségal : violoncelle
- Les Albert : réalisateur, arrangeur
- Étienne Meunier : enregistreur
- Louis Beri : enregistreur
- Bertrand Fresel : mixage
- Sinclair : batterie, basse, guitare, clavier, chœur, arrangeur, réalisateur, piano
- Sébastien Chouard : guitare
- Ronan Maillard : arrangeur
- Dan Parry : mixage
- Clément Animalsons : réalisateur
- Medi : batterie, percussion, guitare électrique, piano, clavier, basse, chœur, réalisateur
- Jean-Dominique Grossard : enregistreur
- Skye : guitare, guitare électrique, basse, mandoline
- Claire Joseph : guitare électrique, basse
- Gaëlle Mievis : batterie
- Sirius Plan : chœur, réalisateur, arrangeur, percussion
- Nicolas Quere : mixage

## Classements
| Pays          | Meilleure position | Vente |
| ------------- | ------------------ | ----- |
| Belgique (Fr) | 13                 | —     |
| Belgique (Vl) | 105                | —     |
| France (SNEP) | 7                  | 25000 |
| Suisse        | 78                 | —     |

## Historique de sortie
| Pays     | Date             | Label              | Format             | Catalogue     |
| -------- | ---------------- | ------------------ | ------------------ | ------------- |
| France   | 1er juillet 2013 | Polydor, Universal | CD, téléchargement | 0602537411696 |
| Belgique | 1er juillet 2013 | Polydor, Universal | CD, téléchargement | 0602537411696 |
| Suisse   | 1er juillet 2013 | Polydor, Universal | CD, téléchargement | 0602537411696 |
| France   | 4 novembre 2013  | Polydor, Universal | CD, téléchargement | B00FG97BS4    |